# Adelgunda Bawarska
Aldegunda Augusta Szarlotta Karolina Elżbieta Amalia Maria Zofia Ludwika Bawarska (ur. 19 marca 1823 w Würzburgu, zm. 28 października 1914 w Monachium) – księżniczka Bawarii, księżna Modeny jako żona Franciszka V Habsburg-Este.
Aldegunda Augusta była szóstym dzieckiem i czwartą córką Ludwika I Wittelsbacha, króla Bawarii, i jego żony, królowej Teresy Sachsen-Hildburghausen.
20 marca 1842 roku, w Monachium, Adelgunda wyszła za mąż za księcia Franciszka V Habsburg-Este (1819–1875), najstarszego syna Franciszka IV, księcia Modeny, i Marii Beatrycze Sabaudzkiej. Franciszek odziedziczył księstwo po śmierci swojego ojca w 1846 roku. Po zjednoczeniu Włoch, Franciszek został wywłaszczony i razem ze swoją żoną udał się na wygnanie do Wiednia, gdzie zmarł 15 lat później.
Aldegunda zmarła w Monachium w wieku 91 lat, została pochowana w Wiedniu.
Księżniczka Aldegunda miała tylko jedno dziecko:
- księżniczkę Annę Beatrycze Habsburg-Este (19 października 1848 - 8 lipca 1849)